# Schlafgänger

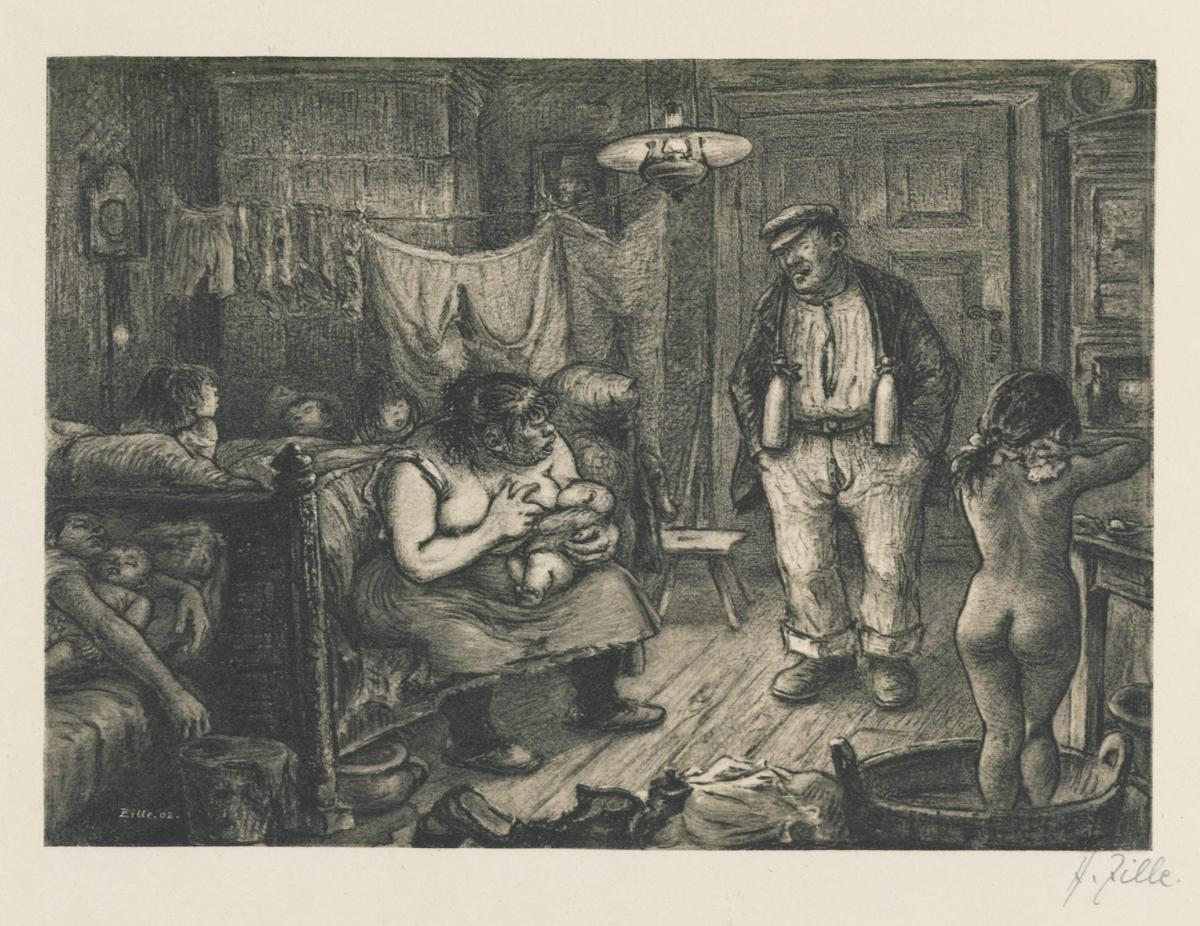
Der späte Schlafbursche von Heinrich Zille

Schlafgänger (auch Bettgeher, Schlafburschen bzw. Schlafmädchen; Plural auch Schlafleute) waren Menschen, die gegen ein geringes Entgelt ein Bett nur für einige Stunden am Tag mieteten, während der Wohnungsinhaber die Schlafstelle nicht benötigte. Das Schlafgängertum kam in den Großstädten während des 19. Jahrhunderts auf und war noch in den ersten Jahrzehnten des 20. Jahrhunderts verbreitet.

## Beschreibung
Der Grund für diese Form der Wohnungsüberlassung war der zur Zeit der Industrialisierung sehr knappe und daher teure Wohnraum, der nicht alle Landflüchtlinge aufnehmen konnte.
Als Schlafgänger konnten beispielsweise Schichtarbeiter während des Tages gegen ein geringes Entgelt schlafen, während der reguläre Wohnungsinhaber seiner Arbeit nachging. Schlafgänger hatten normalerweise keinen Familienanschluss, durften die restlichen Räumlichkeiten, wie die Küche oder die „Gute Stube“, nicht nutzen und erhielten im Gegensatz zu Untermietern kein Frühstück.

Anteil der Berliner Wohnungen mit Schlafgängern

Die Schlafgänger trugen zur weiteren Verschlechterung der Wohnsituation bei, da sie die familiäre und die intime Beziehung der Wohnungsinhaber störten. Außerdem entstanden hygienische Probleme, was die Verbreitung von Epidemien, Syphilis, Tuberkulose und Krätze beförderte. Allerdings waren sie zur Finanzierung der Wohnungen notwendig, weil das Familieneinkommen zur Eigenfinanzierung einer Wohnung vielfach zu gering war. Mancherorts wurde das eigene Bett sogar an zwei verschiedene Schlafgänger vermietet.
Statistisch gesehen gab es bei kleineren Wohnungen viel mehr Schlafgänger als bei größeren, da man in kleineren Wohnungen eher einen Schlafplatz als einen ganzen Raum abgeben konnte.
Die weite Verbreitung des Schlafgängerwesens zeigen am Beispiel Berlin folgende Zahlen: Im Jahre 1880 boten 32.289 Haushalte (das waren 15,3 %) Unterkünfte für insgesamt 59.087 Schlafleute. Bis 1900 war (einschließlich der Vororte von Berlin) die Zahl der Haushalte auf 72.445 und die der Schlafgänger auf 114.158 (84.235 Schlafburschen und 29.923 Schlafmädchen) angestiegen.

„Diese sozialen Wohnungsschäden sind durch das Schlafgängerwesen stark vermehrt. […] 1895 wurden in Berlin 79.435, in Dresden 19.836 und in Leipzig 19.101 Schlafstellenleute gezählt. In manchen Fällen war dasselbe Bett von zwei oder gar von drei Personen im Achtstundenwechsel innerhalb 24 Stunden benutzt, ohne somit einen Augenblick kalt werden zu können.“

In Wien waren die Verhältnisse noch schlechter. Um 1900 waren etwa 170.000 Personen Bettgeher oder Untermieter, also rund eine Zehntel der Bevölkerung. Auch hier nahmen manche Familien mehrere Bettgeher auf, die sich das Bett im „Schichtbetrieb“ teilten.

## Begriff
Noch Ende des 18. Jahrhunderts (also vor Beginn der Industrialisierung) war das Phänomen unbekannt, denn der Begriff Schlafgänger wurde nur synonym für Schlafwandler benutzt.